# Нормалізований диференційний вегетаційний індекс

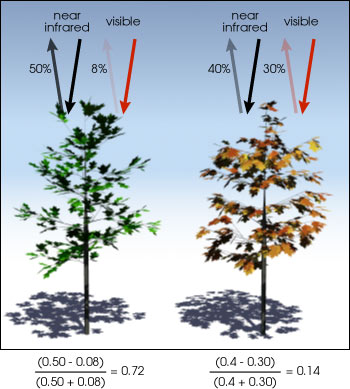
Приклад відображення світла в різних діапазонах хвиль.

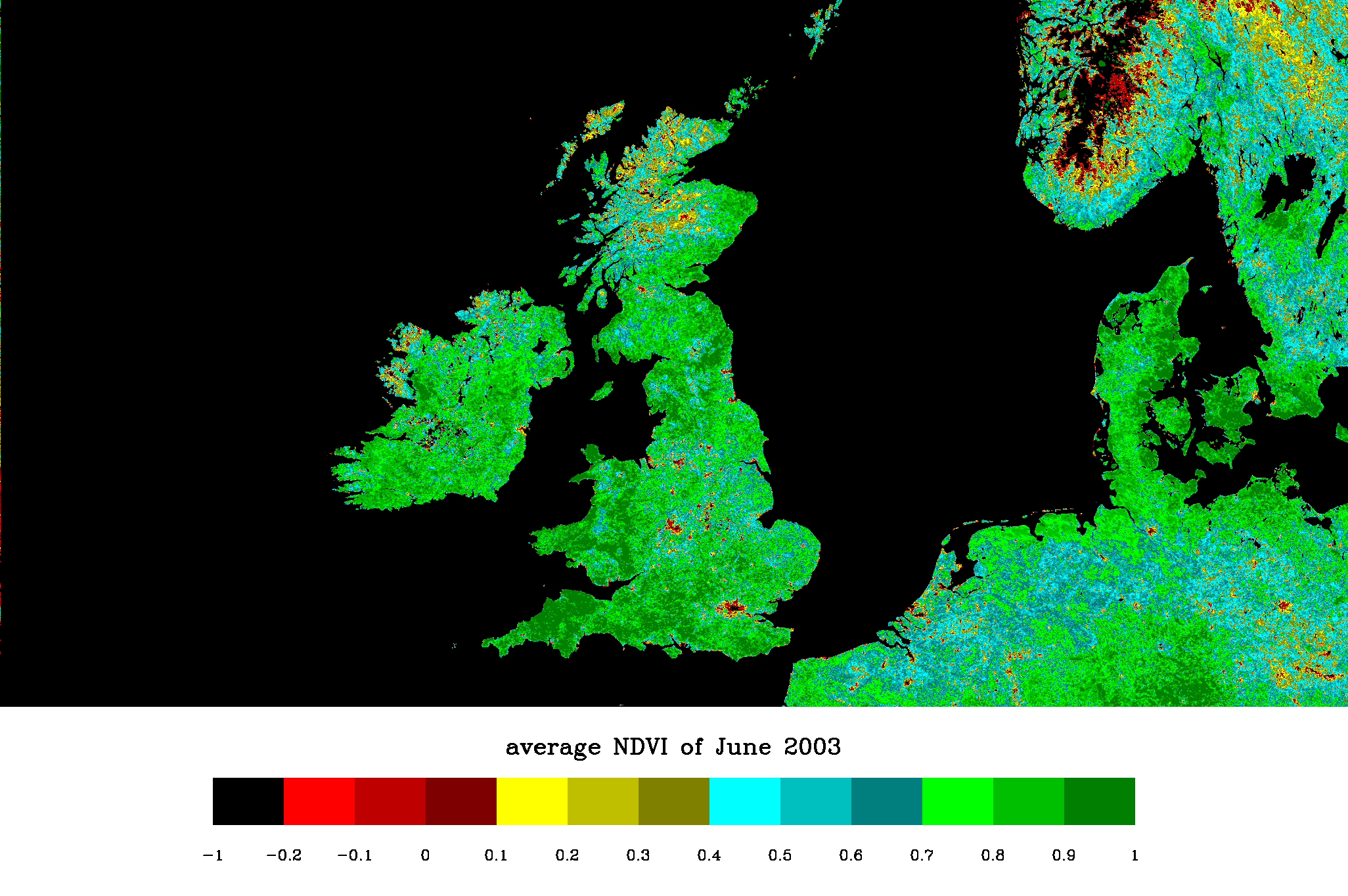
NDVI над Британськими островами в червні (NOAA AVHRR)

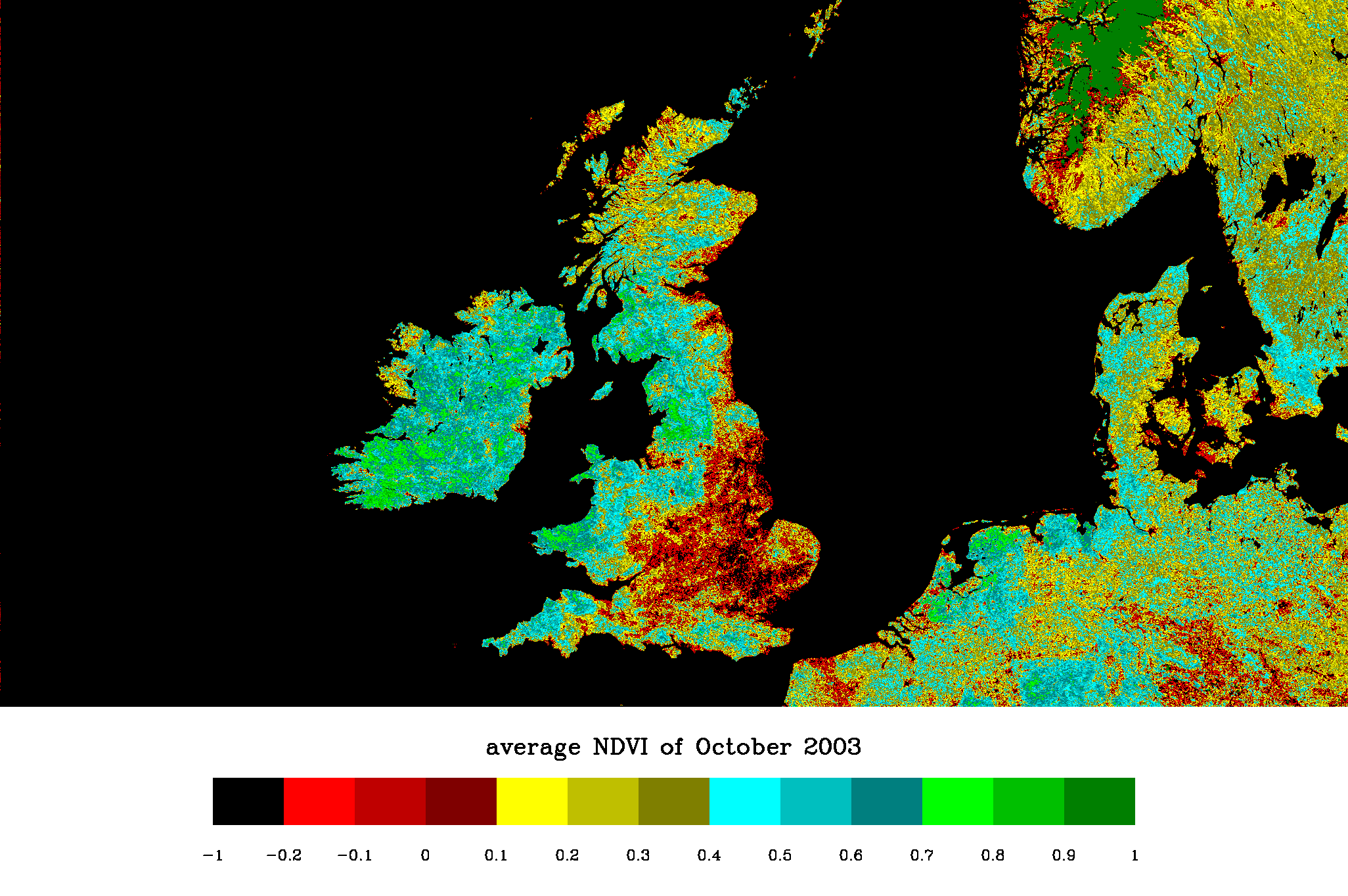
NDVI над Британськими островами у жовтні (NOAA AVHRR)

Нормалізований диференційний вегетаційний індекс (англ. Normalized Difference Vegetation Index; NDVI) — простий кількісний показник кількості фотосинтетичної активної біомаси (що зазвичай називається вегетаційним індексом). Один з найпоширеніших і використовуваних індексів для вирішення завдань, які застосовують кількісні оцінки рослинного покриву.
Обчислюється за наступною формулою:
{\displaystyle {\mbox{NDVI}}={\frac {({\mbox{NIR}}-{\mbox{Red}})}{({\mbox{NIR}}+{\mbox{Red}})}}}
де

- NIR — 760-900 нм, відбивальна інфрачервона область спектру,
- Red — 630-690 нм, видима червона область спектру[1].

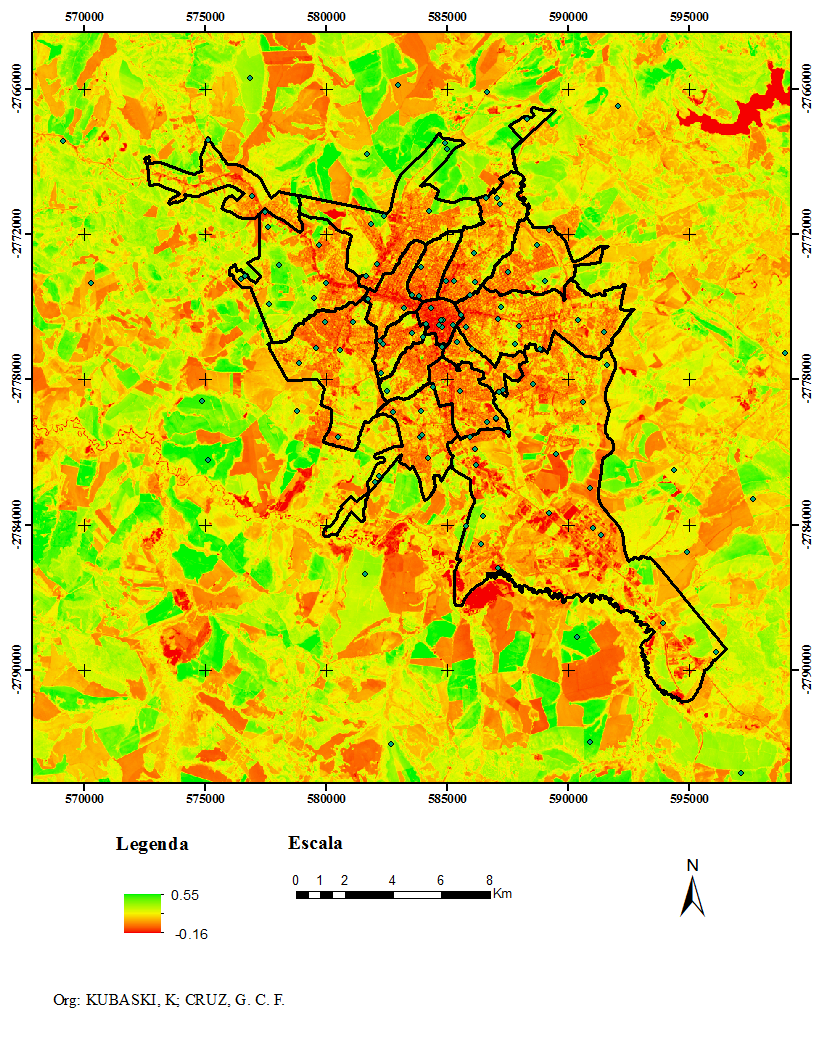
Навколишні поля та водні об'єкти, такі як гребля на північному сході, допомагають маскувати з високими значеннями в Ponta Grossa, на півдні Бразилії

Згідно з цією формулою, щільність рослинності (NDVI) в певній точці зображення дорівнює різниці інтенсивностей відбитого світла у видимому і інфрачервоному діапазоні, діленою на суму їх інтенсивностей. Розрахунок NDVI базується на двох найбільш стабільних (не залежних від інших чинників) ділянках спектральної кривої відображення судинних рослин. У видимій області спектру (0,4-0,7 мкм) лежить максимум поглинання сонячної радіації хлорофілом вищих судинних рослин, а в інфрачервоній області(0,7-1,0 мкм) знаходиться область максимального відображення клітинних структур листа. Тобто висока фотосинтетична активність (пов'язана, як правило, з густою рослинністю) веде до меншого відображення у видимій області спектру і більшому в інфрачервоній. Відношення цих показників один до одного дозволяє чітко відділяти і аналізувати рослинні від інших природних об'єктів. Використання ж не простого відношення, а нормалізованої різниці між мінімумом і максимумом відображень збільшує точність вимірювання, дозволяє зменшити вплив таких явищ як відмінності в освітленості знімка, хмарності, серпанку, поглинання радіації атмосферою і ін.
З часу розробки алгоритму для розрахунку NDVI (Rouse B.J. et all, 1973) у нього з'явилося досить багато модифікацій призначених для зменшення впливу різних перешкодоутворюючих чинників. Таких, приміром, як поглинання аерозолями атмосфери (англ. atmospheric - resistant vegetation index – ARVI), відбиття від ґрунтового шару (англ. soil adjusted vegetation index – SAVI) та ін. Для розрахунку цих індексів використовуються формули, що враховують відношення між відбиваючою здатністю різних природних об'єктів і рослинністю в інших діапазонах, окрім червоного і інфрачервоного, що робить їх складнішими в застосуванні. Існують також індекси, ґрунтовані на NDVI, які коригують відразу декілька завадоутворюючих чинників, як, наприклад EVI (англ. Enhanced vegetation index).
Для відображення індексу NDVI використовується стандартизована безперервна градієнтна або дискретна шкала, що показує значення в діапазоні від -1 до +1 в %, чи у в діапазоні 0…200 (-100…+100), що зручніше, оскільки кожна одиниця відповідає 1 % зміни показника. Завдяки особливості відображення в NIR-RED областях спектру, природні об'єкти, не пов'язані з рослинністю, мають фіксоване значення NDVI.